# STS-118
STS-118は、国際宇宙ステーション（ISS）への往来を目的として、2007年8月にスペースシャトルエンデバーによって行われた12日間に渡る有人宇宙飛行である。8月8日にフロリダ州ケネディ宇宙センターのLC39-Aから打ち上げられ、8月21日にケネディ宇宙センターのNASAシャトル着陸施設に着陸した。
これは、STS-107でのコロンビア事故前の最後のフライトである2002年11月のSTS-113以来の、エンデバーのフライトである。STS-118のパイロットのCharles Hobaughは、STS-107ではカプセルコミュニケーターを務めていた。
もしコロンビア事故がなかったら、コロンビア号の29回目の飛行はこのミッションに使われ、ISSへの唯一の飛行となっていたはずである。
このミッションは、ISSのプログラムではISS-13A.1と呼ばれ、S5トラスと曝露機器の予備品を載せた船外プラットフォーム(ESP-3)と、SPACEHABモジュールで補給品をISSに運ぶことを目的としていた。このミッションの後には、2010年末までに20回のスペースシャトルの飛行が計画されている。
このミッションでは、メディアの関心は、エンデバーの打上げ時に外部燃料タンクから剥離して落下した断熱フォームの衝突により、オービタの下側の耐熱タイルに生じた小さな損傷穴に集中した。断熱フォームの衝突は、コロンビアの事故の原因でもあったが、損傷は比較的小さく、致命的な位置でもなかった。帰還後の、2007年8月31日、NASAは、損傷を受けたタイルはオービタ整備施設で取り除かれたが、再突入時の熱によるオービタへのダメージは見られなかったと発表した。

## 乗組員
- スコット・ケリー (2) - 船長
- チャールズ・ホーバー（英語版） (2) - パイロット
- トレイシー・コールドウェル (1) - ミッションスペシャリスト
- リチャード・マストラキオ（英語版） (2) - ミッションスペシャリスト
- ダフィッド・ウィリアムズ（英語版） (2) - ミッションスペシャリスト （カナダ宇宙庁）
- バーバラ・モーガン(1) - ミッションスペシャリスト
- アルヴィン・ドルー（英語版） (1) - ミッションスペシャリスト